# Christophe Jaffrelot
Christophe Jaffrelot est un politologue français spécialiste du sous-continent indien, né le 12 février 1964.

## Biographie
Christophe Jaffrelot est directeur de recherche au CERI-Sciences Po/CNRS. Il dirige le CERI de 2000 à 2008 et enseigne à Sciences Po dans trois écoles différentes. Il est diplômé de Sciences Po (1985), de l'université Paris 1 Sorbonne (maitrise d'histoire en 1986), de l'EHESS (DEA Histoire et civilisations en 1986) et de l'Institut national des langues et civilisations orientales (DULCO de hindi en 1990). Il a obtenu un doctorat en science politique et l'habilitation à diriger des recherches à Sciences Po en 1991, année où il est devenu chargé de recherche au CNRS. Il a obtenu la médaille de bronze du CNRS en 1993 et est devenu directeur de recherche en 2002.
Il est membre de la Section 40 du Comité National de la Recherche Scientifique de 1995 à 2000, avant de la présider de 2012 à 2016.
Depuis 1999, Christophe Jaffrelot (co-) dirige la collection d’ouvrages de Sciences Po, Comparative Politics and International Studies chez Hurst (Londres) et Oxford University Press (New York). Rédacteur en chef de la revue Critique internationale de 1998 à 2003, il en a été le directeur de 2003 à 2008. Il participe au conseil éditorial ou scientifique de plusieurs revues dont India Review, Asian Survey, Nations and Nationalism et International Political Sociology.
Il préside le Conseil scientifique des UMIFRE (MAE-CNRS) d'Asie de 2006 à 2017.
Il est consultant permanent au Centre d'analyse, de prospective et de stratégie du Quai d'Orsay depuis 2008 et est Non Resident Scholar à la Carnegie Endowment for International Peace (Washington DC) depuis la même année. Il a enseigné dans les universités de Columbia, Princeton (où il a été Global Scholar entre 2012 et 2015), Yale, Johns Hopkins et Montréal. Il est professeur invité au King’s India Institute de King's College (Londres).
Christophe Jaffrelot est membre du Conseil scientifique du Südasien Institut (Heidelberg), du Center for the Study of Multilevel Federalism (New Delhi), du South Asia Center de l’Université de Göttingen et de l’Université Ashoka où il préside le Conseil scientifique du Trivedi Political Data Center.
Ses recherches en cours portent sur la sociologie de la classe politique en Inde (en particulier celle des élus au parlement et aux assemblées régionales), les Dargahs (tombes de saints soufis) d’Ajmer (Rajasthan), les relations entre l’Inde et le Pakistan, l’histoire politique du Gujarat, notamment sous l’angle des relations entre monde des affaires et milieu politique, et la question du populisme, à travers « le phénomène Modi ».

## Distinctions
Le 10 septembre 2014, le prix Brienne du livre géopolitique lui est remis par Jean-Yves Le Drian, ministre français de la Défense et président du jury, pour son livre Le syndrome pakistanais (Fayard, 2013). En 2014, Christophe Jaffrelot a également reçu le prix Joseph-du-Teil de l'Académie des sciences morales et politiques pour Le syndrome pakistanais. 
L’Académie française lui décerne le prix Raymond-de-Boyer-de-Sainte-Suzanne en 2020 pour L’Inde de Modi. National-populisme et démocratie ethnique.

## Publications

### Ouvrages
- Caru, Vanessa, Jaffrelot, Christophe. 2024. Histoire de Bombay/Mumbai. Paris : Editions Fayard. Collection : Histoire. 544 p.
- Jaffrelot, Christophe. 2019. L'Inde de Modi : national-populisme et démocratie ethnique. Paris : Fayard.  (ISBN 9782213630038)
- Bozarslan, Hamit, Gilles Bataillon and Christophe Jaffrelot. 2017. Revolutionary Passions. Latin America, Middle-East And India. French Writings on India and South Asia. New Delhi : Social Science Press.
- Jaffrelot, Christophe. 2015. The Pakistan Paradox. Instability and Resilience: Instability and Resilience. Comparative Politics and International Studies. Londres : Hurst Publishers.
- Jaffrelot, Christophe. 2013. Le syndrome pakistanais. Les grandes études internationales. Paris : Fayard.
- Jaffrelot, Christophe. 2012. Inde, l’envers de la puissance : Inégalités et révoltes. Débats. Paris : CNRS Éditions.
- Jaffrelot, Christophe. 2012. Politique et religion en Asie du Sud : Le sécularisme dans tous ses états ? Purushartha. Paris : Éditions de l’École des hautes études en sciences sociales.
- Jaffrelot, Christophe. 2012. Muslims in Indian Cities. Trajectories of Marginalisation. Hurst Publishers.
- Bozarslan, Hamit, Gilles Bataillon and Christophe Jaffrelot. 2011. Passions révolutionnaires : Amérique Latine, Moyen-Orient, Inde. Cas de figure. Paris : Éditions de l’École des hautes études en sciences sociales.
- Jaffrelot, Christophe. 2000. Dr Ambedkar : leader intouchable et père de la Constitution indienne. Paris : Presses de Sciences Po. 256 p.

### Direction d’ouvrages
- Jaffrelot, Christophe and Laurence Louer, ed(s). 2017. Pan-Islamic Connections. Transnational Networks Between South Asia and the Gulf: Transnational Networks Between South Asia and the Gulf. Comparative Politics and International Studies Series. London: Hurst Publishers.
- Jaffrelot, Christophe, ed(s). 2016. Pakistan at the crossroads: Domestic dynamics and external pressures. New Delhi: Columbia University Press.
- Lacorne, Denis, Justin Vaïsse and Jean-Paul Willaime, ed(s). 2014. La diplomatie au défi des religions. Tensions, guerres, médiations. Paris: Éditions Odile Jacob.
- Jaffrelot, Christophe, ed(s). 2014. L' Inde contemporaine. Pluriel. Poche. Paris: Fayard.
- Jaffrelot, Christophe and Jules Naudet, ed(s). 2013. Justifier l’ordre social: Caste, race, classe et genre. laviedesidées.fr . Paris: Presses Universitaires de France.
- Jaffrelot, Christophe, Serge Granger, Karine Bates and Mathieu Boisvert, ed(s). 2013. L' Inde et ses avatars: Pluralité d'une puissance. Montréal: Les Presses de l'Université de Montréal.
- Bouissou, Jean-Marie, François Godement and Christophe Jaffrelot, ed(s). 2013. Les géants d'Asie en 2025. Picquier Poche. Arles: Éditions Philippe Picquier.
- Jaffrelot, Christophe and Laurent Gayer, ed(s). 2012. Muslims in Indian cities. Trajectories of marginalisation? Comparative Politics and International Studies Series. New York: Hurst Publishers.

Voir la bibliographie complète [archive]